# 群馬オープンゴルフ選手権競技
群馬オープンゴルフ選手権競技（ぐんまオープンゴルフせんしゅけんきょうぎ）は、かつて開催されていた男子ゴルフトーナメント。
1981年から1983年には日本ゴルフツアー機構（JPGA）のツアー競技に指定され  、1981年には東京12チャンネルで中継が放映された 。

## 歴代優勝者
群馬県オープン
- 1977年 - 草壁政治
- 1978年 - 新井規矩雄
- 1979年 - 高橋勝成
- 1980年 - 新井規矩雄
- 1981年 - 高橋五月[1]
- 1982年 - 小林富士夫[2] [6]

群馬オープン
- 1983年 - 天野勝[3]
- 1984年 - 新井規矩雄[7]
- 1985年 - 西澤浩次[8]

＊ 太字はJPGA公認男子ゴルフツアートーナメント